# Alexej Filippenko
Alexej Vladimir Filippenko, známý jako Alex Filippenko (* 25. července 1958 Oakland, Kalifornie) je americký astrofyzik a profesor astronomie na Kalifornské univerzitě v Berkeley. Je specialistou se zaměřením na výzkum supernov a aktivních galaktických jader v optické, ultrafialové, a infračervené vlnové délce.
Absolvoval Dos Pueblos High School v Goletě v Kalifornii. Bakalářský titul ve fyzice získal v roce 1979 na Kalifornské univerzitě v Santa Barbaře a titul Ph.D. v astronomii získal v roce 1984 na Kalifornském technologickém institutu.

## Výzkum
Byl členem projektu Supernova Cosmology a High-Z Supernova Search Teamu, který při pozorování mimogalaktických supernov objevil zrychlující rozpínaní vesmíru a jeho předpokládanou temnou hmotu. Tento objev byl zvolen magazínem Science magazine za největší vědecký přelom roku 1998, který vyústil v Nobelovu cenu za fyziku v roce 2011, kdy byla udělena vedoucím obou projektových týmů, Saulu Perlmutterovi, Brianu Schmidtovi a Adamovi Riessovi.
Vyvinul a provozuje plně robotický teleskop Katzman Automatic Imaging Telescope (Kait) na Lickově observatoři, jehož pomocí vyhledává supernovy tzv. LOSS (Lick Observatory Supernova Search). Je také členem Nuker týmu, který využívá Hubbleova teleskopu ke zkoumání supermasivních černých děr, přitom určuje vztah mezi hmotnosti a rychlosti disperze centrální galaxie černé díry. The Thompson-Reuters ho označil jako nejvíce citovaného vědce ve vědách o vesmíru za desetileté období mezi roky 1996 a 2006.

## Média
Věnuje se popularizaci astrofyziky, především současným objevům v oblasti supernov. Vystupoval v dokumentárním seriálu The Universe televizní stanice History Channel. Je autorem několika DVD s názvem Understanding the Universe, které obsahují sérii 96 půlhodinových přednášek pro vysokoškolskou výuku.

## Vyznamenání a ocenění
V roce 1992 získal cenu Newton Lacy Pierce, v roce 2000 byl oceněn Guggenheimovým stipendiem, které je udělováno těm kteří předvedli výjimečnou schopnost tvořivého bádání nebo výjimečnou uměleckou kreativitu. V roce 1997 ho kanadská astronomická společnost ocenila cenou Roberta M. Petrieho za jeho významné bádání v astrofyzice. V roce 2009 byl zvolen do Národní akademie věd Spojených států amerických. V roce 2015 získal cenu Fundamental Physics Prize společně s Brianem Schmidtem a Adamem Riessem za práci v projektu High-Z Supernova Search Teamu.
Získal také řadu dalších ocenění za své vysokoškolské vyučování. V roce 2010 získal cenu Richard H. Emmons Award za vynikající výsledky ve výuce astronomie, udělované Pacifickou astronomickou společností. Jeho pedagogická činnost na University of California v Berkeley je velmi populární, studentský sbor jej devětkrát zvolil jako nejlepšího profesora na akademické půdě.